# Giannina Arangi-Lombardi
Giannina Arangi-Lombardi (Marigliano, 20 giugno 1891 – Milano, 9 luglio 1951) è stata un soprano italiano.

## Biografia
Studiò da mezzosoprano con Beniamino Carelli al Conservatorio San Pietro a Majella di Napoli, debuttando nel 1920 al Teatro Costanzi di Roma nel ruolo di Lola in Cavalleria rusticana. Dopo tre anni di attività riprese lo studio con Adelina Stehle e Tina Poli-Randaccio, esordendo come soprano nel 1923 e imponendosi rapidamente come uno dei maggiori soprani lirico-spinti degli anni '20 e '30.
Fu famosa in particolare per le interpretazioni di Aida, La Gioconda, Il trovatore, Mosè (con la direzione anche di  Arturo Toscanini), sfoggiando una voce ampia e duttile, capace di grandi smorzature: celebre il do acuto in pianissimo dell'aria O cieli azzurri.
Dopo il ritiro nel 1938 si dedicò all'insegnamento, prima al Conservatorio di Milano e successivamente ad Ankara, dove ebbe come  allieva Leyla Gencer.

## Repertorio
| Ruolo                    | Titolo                 | Autore     |
| ------------------------ | ---------------------- | ---------- |
| Norma                    | Norma                  | Bellini    |
| Beatrice di Tenda        | Beatrice di Tenda      | Bellini    |
| Margherita               | La dannazione di Faust | Berlioz    |
| Elena                    | Mefistofele            | Boito      |
| Asteria                  | Nerone                 | Boito      |
| Afra                     | La Wally               | Catalani   |
| Lucrezia Borgia          | Lucrezia Borgia        | Donizetti  |
| Leonora di Guzman        | La favorita            | Donizetti  |
| Francesca da Polenta     | Paolo e Francesca      | Mancinelli |
| Lola Santuzza            | Cavalleria rusticana   | Mascagni   |
| Beppe                    | L'amico Fritz          | Mascagni   |
| Simona                   | La grazia              | Michetti   |
| Contessa d'Almavia       | Le nozze di Figaro     | Mozart     |
| Donna Anna               | Don Giovanni           | Mozart     |
| La Gioconda Laura Adorno | La Gioconda            | Ponchielli |
| Turandot                 | Turandot               | Puccini    |
| Anaide                   | Mosè in Egitto         | Rossini    |
| Matilde d'Asburgo        | Guglielmo Tell         | Rossini    |
| Giulia                   | La Vestale             | Spontini   |
| Arianna/Primadonna       | Arianna a Nasso        | Strauss    |
| Leonora                  | Il trovatore           | Verdi      |
| Duchessa Elena           | I vespri siciliani     | Verdi      |
| Amelia                   | Un ballo in maschera   | Verdi      |
| Aida Amneris             | Aida                   | Verdi      |
| Venere                   | Tannhäuser             | Wagner     |
| Brangania                | Tristano e Isotta      | Wagner     |
| Francesca da Polenta     | Francesca da Rimini    | Zandonai   |

## Discografia
- Aida, con Aroldo Lindi, Maria Capuana, Armando Borgioli, Tancredi Pasero, Salvatore Baccaloni, dir. Lorenzo Molajoli - Columbia 1928
- Cavalleria rusticana, con Antonio Melandri, Giorgio Lulli, dir. Lorenzo Molajoli - Columbia 1930
- La Gioconda, con Alessandro Granda, Gaetano Viviani, Ebe Stignani, Corrado Zambelli, dir. Lorenzo Molajioli - Columbia 1931
- Mefistofele (Elena), con Nazzareno De Angelis, Antonio Melandri, Mafalda Favero, dir. Lorenzo Molajoli - Columbia 1931